# Now and Then (filme)
Now and Then (Brasil: Agora e Sempre / Portugal: Amigas para Sempre) é um filme norte-americano de 1995 dirigido por Lesli Linka Glatter, com roteiro de I. Marlene King. O filme retrata a história de amizade entre quatro adolescentes interpretadas pelas então novatas Christina Ricci, Gaby Hoffmann e Thora Birch. Demi Moore, Rosie O’Donnell, Melanie Griffith e Rita Wilson fazem as garotas já adultas. 

## Elenco
- Christina Ricci - Young Roberta Martin
- Rosie O'Donnell - Dr. Roberta Martin
- Thora Birch - Tina "Teeny" Tercell jovem
- Melanie Griffith - Tina Tercell adulta
- Gaby Hoffmann - Samantha Albertson jovem
- Demi Moore - Samantha Albertson adulta
- Ashleigh Aston Moore - Chrissy DeWitt jovem
- Rita Wilson - Chrissy DeWitt adulta
- Devon Sawa - Scott Wormer
- Cloris Leachman - Vovó Albertson
- Lolita Davidovich - Mrs. Albertson, mãe de Sam
- Janeane Garofalo - Wiladene
- Bonnie Hunt - Mrs. DeWitt, mãe de Chrissy
- Hank Azaria - Bud Kent, namorado da Mrs. Albertson

## Trilha sonora
- "Sugar, Sugar" - The Archies
- "Knock Three Times" - Tony Orlando/Dawn
- "I Want You Back" - Jackson 5
- "Signed, Sealed, Delivered I'm Yours" - Stevie Wonder
- "Band of Gold" - Freda Payne
- "Daydream Believer" - The Monkees
- "No Matter What" - Badfinger
- "Hitchin' a Ride" - Vanity Fare
- "All Right Now" - Free
- "I'm Gonna Make You Love Me" - Supremes/Temptations
- "I'll Be There" - Jackson 5
- "Now And Then" - Susanna Hoffs